# Erythrit
Erythrit (auch Erythritol, meso-1,2,3,4-Butantetrol) ist eine süß schmeckende Verbindung, die chemisch zu den Zuckeralkoholen gehört und als Lebensmittelzusatzstoff die E-Nummer E 968 hat. Es stellt die meso-Form des optisch aktiven Threit dar und wird als Zuckeraustauschstoff verwendet. Es besitzt etwa 50–70 Prozent der Süßkraft von Zucker (Saccharose).
Erythrit wurde von dem schottischen Chemiker John Stenhouse entdeckt, welcher den Stoff bereits um 1848 isolierte. Der Stoff wurde 1997 in den USA und im Jahr 2006 in Europa ohne Mengenbeschränkungen als Lebensmittelzusatzstoff zugelassen.

## Vorkommen
In natürlicher Form kommt Erythrit in Pilzen, Käse, Obst (Erdbeeren, Pflaumen) oder Pistazien vor.

## Gewinnung und Herstellung

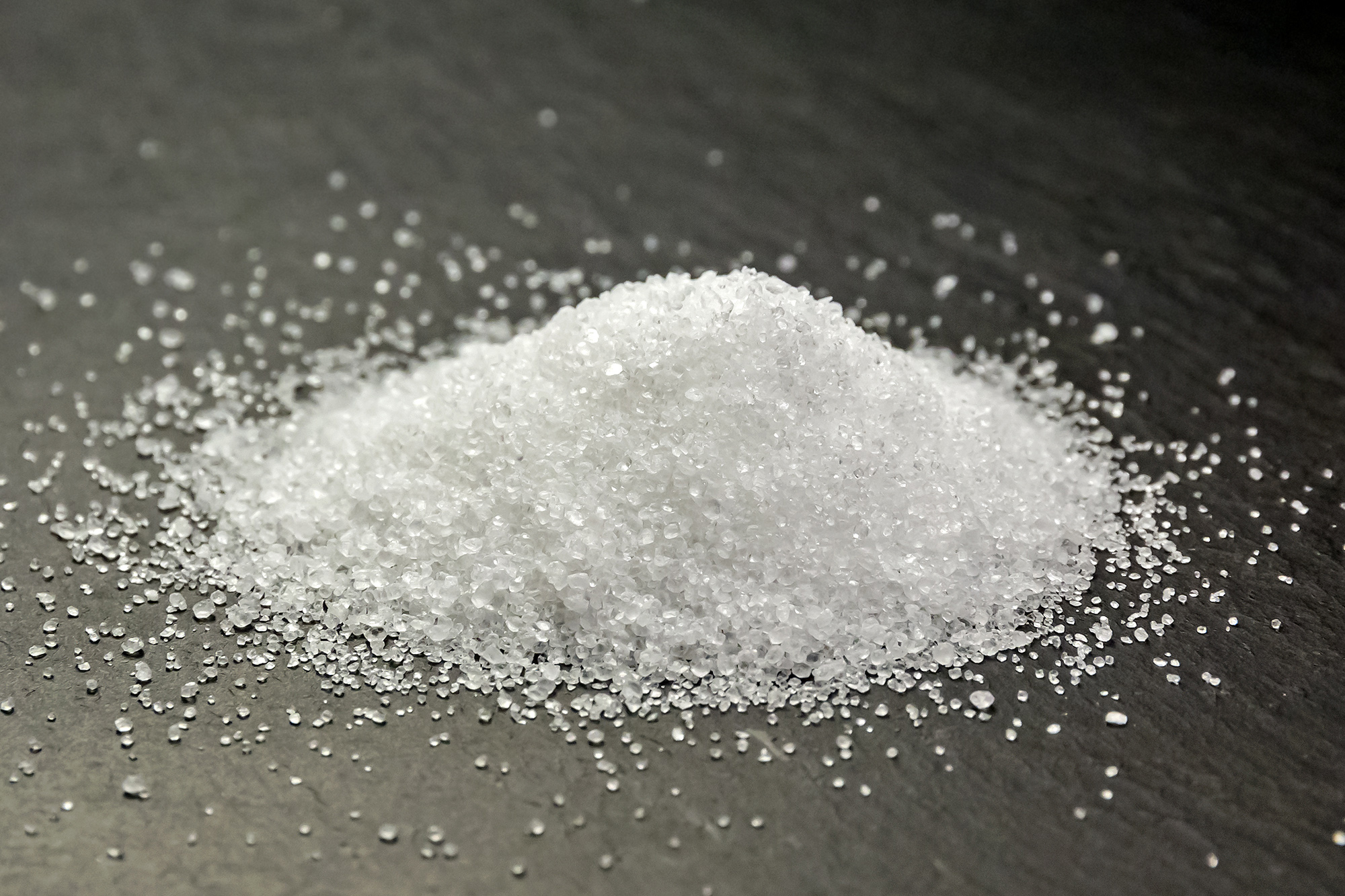
Feinkörniges Erythrit

Die Herstellung von Erythrit kann chemisch-katalytisch durch die Hydrierung von Weinsäure an Raney-Nickel-Katalysatoren erfolgen. Dabei entsteht jedoch auch Threit. Eine weitere Möglichkeit zur Herstellung ist die Umsetzung von Dialdehydstärke zu einer äquimolaren Mischung aus Glycol und Erythrit. Da diese Prozesse jedoch alle sehr kostspielig und kompliziert sind, wird Erythrit heute durch mikrobielle Umwandlung von niedermolekularen Kohlenhydraten (vorzugsweise Glucose und Saccharose) mittels osmophiler Pilze hergestellt. Mögliche Nebenprodukte dieser Fermentation sind Ribit, Glycerin und Ethanol sowie niedere Oligosaccharide. Zu den Erythrit-produzierenden Mikroben gehören  Moniliella megachiliensis, Moniliella pollinis, Candida magnoliae und Yarrowia lipolytica.

## Eigenschaften
Erythrit ist geruchsfrei, wärmestabil und nicht hygroskopisch, das heißt, dass es keine Feuchtigkeit aus der Umgebung aufnimmt, was eine Klumpenbildung verhindert. Löst man Erythrit in Wasser, hat es einen kühlenden Effekt.

## Physiologie
Erythrit wird vom Menschen nicht abgebaut. Daher liefert es beinahe keine verwertbare Energie für den menschlichen Stoffwechsel. Folglich hat es keinen Einfluss auf den Blutzucker- und Insulinspiegel. Der Stoff ist nicht von kariogenen Bakterien abbaubar und fördert keine Karies. Bei der Nahrungsaufnahme wird Erythrit zu 90 Prozent über den Dünndarm aufgenommen und über die Nieren ausgeschieden. Nur 10 % erreichen den Dickdarm.
Daher treten Blähungen und Durchfall seltener auf als bei sonstigen Zuckeralkoholen.
Angaben über den physiologischen Brennwert von Erythrit sind nicht einheitlich. In wissenschaftlichen Publikationen findet sich oft ein Wert von 0,8 kJ/g (0,2 kcal/g). Laut Deutscher Gesellschaft für Ernährung hingegen enthält Erythrit keine Nahrungsenergie. Entsprechend wird auf Produkten ein Brennwert von 0 kJ/g angegeben.
Wie eine 2017 im Fachblatt PNAS veröffentlichte Studie mit 13C-Isotop-markierter Glucose zeigte, wird Glucose beim Menschen zu einem geringen Teil in Erythrit umgewandelt. Wird vermehrt Glucose aufgenommen, findet sich vermehrt Erythrit im Blut. Bei jungen Erwachsenen wurde ein Zusammenhang zwischen Adipositas und vermehrter Erythrit-Ausscheidung nachgewiesen.
In einer Studie aus dem Jahr 2023 war ein hoher Gehalt an Erythrit im Blut (im Vergleich zu Personen mit einem geringen Erythrit-Gehalt im Blut) mit einem höheren Risiko für Schlaganfälle und Herzinfarkte und andere kardiovaskuläre Ereignisse verbunden. In derselben Studie zeigte die Injektion von Erythrit bei zwölf bis vierzehn Wochen alten Mäusen in vivo einen Effekt, der die Bildung von Thromben erleichterte, was das höhere Risiko für Schlaganfälle und Herzinfarkte pathophysiologisch erklären könnte.

## Erythrit als Zuckerersatzstoff
Erythrit als Zuckerersatz ist in Deutschland als Lebensmittelzusatzstoff zugelassen. Bei einem Anteil von mehr als zehn Prozent muss es mit dem Warnhinweis „Kann bei übermäßigem Verzehr abführend wirken“ gekennzeichnet werden. Gegenüber anderen Zuckeralkoholen wie Sorbit, Maltit, Lactit und Isomalt hat Erythrit eine höhere digestive Toleranz (ca. 1 g/kg Körpergewicht). Seit 1990 wurde Erythrit in rund 60 Ländern als Lebensmittelzusatzstoff zugelassen. Ein Gehalt von bis zu 1,6 % in Getränken hat offenbar keine laxative Wirkung und eine Aufnahme von weniger als 0,78 Gramm pro Kilogramm Körpergewicht bei Erwachsenen und 0,6 Gramm bei Kindern scheint keine unerwünschten Auswirkungen zu haben.

## Zahnmedizin
In der Zahnmedizin ist der Einsatz von Erythrit als Air-Polishing-Pulver etabliert.

## Nichtmedizinische Anwendung
Erythrit ist laut einer im Juni 2014 veröffentlichten Studie ein Insektizid, das wirksam gegen Fruchtfliegen eingesetzt werden kann. Bei einem Anwendungsversuch wurde jedoch bei Mais und Tomaten deren Schädigung durch insektizide Konzentrationen von Erythrit festgestellt.

## Handelsnamen
- Assugrin Kristall (CH, D, AT)
- Einser zum Süßen (AT)
- Eryfly (D, AT)
- Erylite (D)
- Erythrit (AT, CH, FL, D)
- Erythritol (D)
- Sera (D, AT, BX, CZ, FR, IT, RU)
- Serapur (D, CH, EU)
- Sucolin (D, AT)
- Sukrin (D, CH)
- sweetERY (D)
- Xucker Light (D, CH, FL, AT)
- Zukka (AT)